# Richard Martínez Alvarado
Richard Martínez Alvarado (Loja, 8 de agosto de 1980) es un economista ecuatoriano, expresidente del Comité Empresarial Ecuatoriano y ex Ministro de Economía y Finanzas de la República del Ecuador en el Gobierno del presidente Lenín Moreno.

## Biografía
Hijo del juez Franco Martínez y la docente Mariana Alvarado. Tras culminar su formación en la escuela "La Salle" y en el colegio "Bernardo Valdivieso", viajó a Quito para empezar su carrera de Economía en 1998, en la Pontificia Universidad Católica del Ecuador.
Continuó sus estudios en el IDE Business School donde obtuvo un Executive MBA y luego realizó un Postgrado en Economía internacional de la Universidad de Barcelona. Ha realizado cursos de especialización en la Universidad de Harvard, INCAE Business School, Universidad Politécnica de Madrid, entre otros.

## Carrera profesional
En 2008, trabajó como Consultor en la Universidad Politécnica de Madrid, donde se encargó de la adecuación de textos a la realidad local del estudio para la “Creación y Administración de Empresas de Ingeniería”. En ese mismo año, trabajó como Consultor para la Corporación de Promoción de Exportaciones e Inversiones (CORPEI).
En la Cámara de Industrias y Producción empezó como asistente para luego ser Director Técnico y finalmente ocupar cargos directivos como la Vicepresidencia Ejecutiva del gremio, acompañando al Dr. Pablo Dávila que asumió la Presidencia Ejecutiva.
Luego Martínez ejerció la Presidencia de la Cámara de Industrias y Producción y del Comité Empresarial Ecuatoriano (2015-2018). Martínez señaló que entre sus prioridades estaban el diálogo con el Gobierno, específicamente en los temas de normativas, inversiones local y externa, y la política comercial.
El 22 de junio de 2017, fue elegido como miembro representante del sector empresarial ecuatoriano en el Consejo Consultivo Productivo y Tributario, cuyo objetivo fue el impulso a la producción, el desarrollo de las Alianzas Público Privadas y la atracción de inversiones. Esta iniciativa tuvo como miembros a Iván Ontaneda, presidente del directorio de la Federación Ecuatoriana de Exportadores del Ecuador (Fedexpor); Christian Cisneros, director de la Cámana Nacional de la Pequeña Empresa (Canape); Lucía Calderón, representante de la Confederación Nacional de Empresas de Economía Popular y Solidaria; Lucciola Muentes, por Artesanos sin fronteras, y Édison Garzón, titular de ProponLe.
El 7 de noviembre de 2017, presentó oficialmente el proyecto ‘Ecuador 2030 Productivo y Sostenible’, iniciativa impulsada por el CEE, la Organización Internacional del Trabajo (OIT) y el Programa de las Naciones Unidas para el Desarrollo (PNUD).
A través del proyecto Ecuador 2030, los empresarios ecuatorianos se han comprometido con los Objetivos de Desarrollo Sostenibles (ODS) de la Agenda 2030 de la Organización de las Naciones Unidas. Un plan de acción que busca erradicar la pobreza, conseguir un crecimiento económico sostenido, combatir el cambio climático o promover sociedades pacíficas.
El 13 de marzo de 2019, fue elegido como "Young Global Leader 2019" por el Foro Económico Mundial, un reconocimiento que este organismo otorga cada año a los líderes más notables menores de 40 años, nominados de todo el mundo.
El 16 de julio de 2019, fue elegido por unanimidad como presidente de las Asambleas de Gobernadores del Banco Interamericano de Desarrollo, el nivel de gobierno más alto que tiene el organismo.
El 3 de marzo de 2020, asumió la Presidencia del Directorio de CAF-Banco de Desarrollo de América Latina como sucesor de su homólogo Alberto Carrasquilla, ministro de Hacienda y Crédito Público de Colombia.
El 14 de octubre de 2020, fue elegido Ministro de Finanzas del Año en América Latina por el periódico GlobalMarkets, debido a la negociación de la deuda externa y el programa excepcional conseguido con el FMI en tiempo récord. El medio es una publicación del Fondo Monetario Internacional (FMI) y el Banco Mundial y se distribuye en las reuniones de estos entes, además de las del Banco Europeo para la Reconstrucción y el Desarrollo, el Banco Interamericano de Desarrollo (BID) y el Banco Asiático de Desarrollo.
El 16 de noviembre de 2020, asumió la vicepresidencia de Países del Banco Interamericano de Desarrollo (BID).

## Ministerio de Economía y Finanzas
Desde el 15 de mayo de 2018 hasta octubre de 2020, Martínez estuvo a la cabeza del Ministerio de Economía y Finanzas del Ecuador. Presidió el Gabinete Sectorial Económico y Productivo que agrupa a las instituciones del gobierno central que se relacionan con el sector: Rentas, Aduanas, Banco Central, Producción, Agricultura, Turismo, Trabajo y la banca pública.
Como Ministro también preside la Junta de Regulación Monetaria y Financiera y el Comité de Deuda y Financiamiento Público. También, está al frente del Comité encargado de coordinar y dirigir la adhesión del Ecuador a la Organización para la Cooperación y el Desarrollo Económico (OCDE) y del Directorio del Banco de Desarrollo del Ecuador, institución financiera que canaliza recursos a los gobiernos subnacionales del país para impulsar proyectos de desarrollo comunitario.
Richard Martínez también participó en el diseño del plan del Gobierno Ecuatoriano para la Resistencia, Reactivación y Recuperación frente al COVID-19, para hacerle frente a la pandemia. Entre los puntos principales del plan están la creación del Programa “Reactívate Ecuador”, un fondo de USD 1 150 millones para créditos preferenciales para micro, pequeñas y medianas empresas. Además, está la decisión de reducir en un 50% las remuneraciones del Presidente de la República, el vicepresidente y los Ministros.
El 16 de abril de 2020 presentó la Ley Orgánica de Apoyo Humanitario, la misma que fue aprobada el 14 de mayo.
El 20 de abril de 2020, el precio del petróleo cotizó en -37,63 dólares, por primera vez en la historia, hecho que sumado a la reducción de los ingresos tributarios, complicó la difícil situación fiscal del país. A raíz de esta falta de liquidez, se generaron protestas debido a los atrasos en el pago de los servidores públicos, GADs y proveedores.
El 28 de agosto de 2020, el ministro Martínez y su equipo económico llegó a un acuerdo técnico con el Fondo Monetario Internacional para acceder a USD 6.500 millones y de esta forma inyectar recursos frescos a la economía para ponerse al día con sus obligaciones.
Negociación de la deuda externa
En marzo de 2020 Richard Martínez junto a su equipo en el Ministerio de Finanzas  toman la decisión de pagar USD 341 millones por capital e intereses de los bonos Global 2020 para evitar el default y el bloqueo al acceso del financiamiento futuro del país.
El 3 de agosto de 2020, Ecuador alcanzó la votación mayoritaria de su propuesta de negociación. Un 98.15% de los tenedores de nueve de los bonos Global que entraron en negociación accedieron a recibir tres nuevos bonos (2030, 2035 y 2040) en condiciones de apoyo y beneficio para el Ecuador. Al igual que el 95.42% de los tenedores de los bonos Global 2024, serie que requería un mínimo de 75%. El acuerdo se resume en cinco puntos.